# 萨拉赫丁省
萨拉赫丁省（阿拉伯语：‎）是伊拉克北部省份，首府为提克里特。省名来自12世纪民族英雄萨拉丁。
2003年人口约1,146,500人。除首府之外，较大城市包括薩邁拉。該省的居民主要为阿拉伯人、库尔德人和亚述人。

## 地理
萨拉赫丁省位于伊拉克中北部，南部与巴格达省为邻,东临迪亚拉省、苏莱曼尼亚省和塔米姆省，北部与埃尔比勒省和尼尼微省相连，西部是安巴尔省，全省面积为24,751平方公里。底格里斯河贯穿其境，塞尔萨尔湖（Lake Tharthar）位于与安巴尔省边界上。

## 行政区划
撒拉丁省下辖8个县：
- 提克里特县
- 道尔县（Al-Daur）
- Al-Shirqat 县
- 拜伊吉县
- 萨迈拉县
- 巴拉德县
- 图兹县
- 杜贾尔县